# یواس‌اس کلیوو (اس‌پی-۲۳۲)
یواس‌اس کلیوو (اس‌پی-۲۳۲) (به انگلیسی: USS Cleo (SP-232)) یک کشتی بود که طول آن ۵۰ فوت (۱۵ متر) بود. این کشتی در سال ۱۹۰۸ ساخته شد.